# Johannes Tinctoris
Johannes Tinctoris (latinisiert aus französisch Jehan le Taintenier; * um 1435 in Braine-l’Alleud (Eigenbrakel) bei Nivelles (Brabant); † vor 12. Oktober 1511 in Nivelles oder in Italien) war ein franko-flämischer Komponist, Musiktheoretiker, Sänger und Kleriker der Renaissance.

## Leben und Wirken

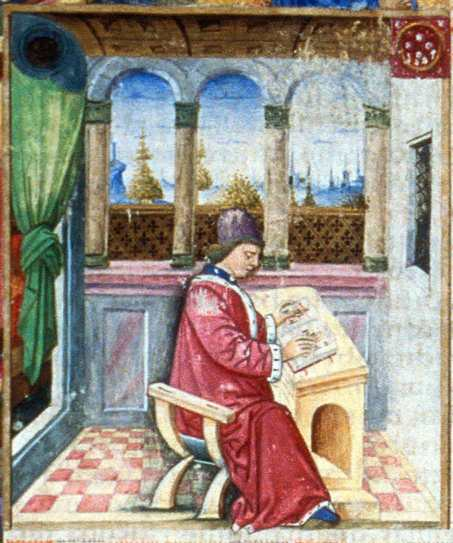
Porträt von Johannes Tinctoris, Titelseite des Manuskript 835, Valencia, Biblioteca universitaria

Johannes Tinctoris stammt aus der kleinen brabantischen Stadt Braine-l’Alleud, zehn Kilometer nördlich von Nivelles; sein Vater Martin le Taintenier war Magistratsrat oder Schöffe (französisch échevin). Seine frühe musikalische Ausbildung erhielt er vermutlich in Nivelles. Der früheste direkte Nachweis vom 11. Juli 1460 erwähnt eine Bezahlung für vier Monate Dienst als „petit vicaire“ an der Kathedrale von Cambrai; dort hatte er mit Sicherheit Kontakt mit Guillaume Dufay, der um diese Zeit „maître des petits vicaires“ war. Nach seinem Aufenthalt in Cambrai ist Tinctoris 1462/63 als Succentor an der Kathedrale Sainte-Croix in Orléans belegt; er selbst hat sich am 1. April 1463 als „choralium pedagogus“ bezeichnet. Zu dieser Zeit war er auch als Student an der Deutschen Nation unter den „scholares“ der dortigen Universität eingeschrieben.
An der Universität Orléans wurde Tinctoris am 1. April 1463 in einer Versammlung der suppositi dieser Abteilung in der Kirche Notre-Dame-de-Bonne-Nouvelle zu deren Prokurator gewählt und hatte die Aufgabe, die Generalversammlungen dieser Abteilung zu organisieren und verschiedene Verwaltungsaufgaben wahrzunehmen (Matrikelbuch, Güter, Siegel, Archive und Finanzen). Seine Amtszeit endete am 26. Juni 1463. Ab dieser Zeit wirkte er nach eigener Aussage bis 1472 an der Kathedrale von Chartres als Musiklehrer der Chorknaben. In dieser Zeit scheint sich Tinctoris einen bedeutenden Ruf als Musiker und Theoretiker erworben zu haben, denn in der „Sänger-Motette“ Omnium bonorum plena von Loyset Compère, die spätestens 1472 erschienen ist, wird er unter anderen bedeutenden Komponisten seiner Zeit mit aufgeführt.
In den frühen 1470er Jahren wurde Johannes Tinctoris Kaplan und Sänger am Hof des Königs von Aragón in Neapel, und zwar bis etwa 1475. Die dortige Hofkapelle von König Ferrantes I. († 1494) umfasste 26 Sänger, zwei Organisten und eine größere Anzahl von Instrumentalisten und gehörte damit zu den größten in Italien. Mitglieder der Kapelle hatten auch administrative Aufgaben, und Tinctoris wirkte hier auch als rechtlicher Berater des Königs; er übersetzte 1474/75 in dessen Auftrag das Statut des Ordens vom Goldenen Vlies aus dem burgundischen Französisch ins Italienische. Außerdem war er der Musiklehrer („preceptor“) von Beatrix von Aragón, der Tochter von König Ferrantes.
Nach dieser Zeit werden die Informationen über seinen Lebenslauf bruchstückhaft und unsicher; es steht nur fest, dass er mehrfach auf Reisen war. Es gibt einen Beleg vom Mai 1479, nach welchem dem Inhaber der Herberge „Alzanello“ in Ferrara, Nicholli Matto, die Übernachtungskosten für „zoane de tintoris de Bourgogne“ für die Zeit vom 7. bis 11. des Monats erstattet worden sind. Vielleicht hat Tinctoris auf dieser Reise auch seine Heimat besucht und dabei, wie er in De inventione et usu musice erwähnt, den Komponisten Johannes de Stokem in Lüttich getroffen, der dort an St. Lambert von 1455 bis 1481 als Singmeister angestellt war. Es gibt vom 25. Oktober 1480 einen Beleg über Dienstgarderobe, die Tinctoris erhalten hat. Am 15. Oktober 1487 schrieb König Ferrantes einen Brief an ihn mit der Aufforderung, neue Sänger für die Hofkapelle zu rekrutieren, nachdem die Suche nach Sängern im Königreich Neapel keinen Erfolg hatte. Weil diesem Brief Empfehlungsschreiben an den französischen König und andere Herrscher beigegeben waren, ergibt sich daraus, dass Tinctoris diese Suche bis nach Frankreich, Burgund und Flandern ausgedehnt haben dürfte. Ein notarieller Beleg vom September 1488 nennt ihn als Empfänger einer Pfründe an Sainte-Gertrude in Nivelles. Aus einem Ersuchen an den Papst vom 24. Oktober 1490 um einen Doktortitel im kanonischen wie zivilen Recht geht hervor, dass Tinctoris sowohl Sänger an der königlichen Kapelle in Neapel als auch Kleriker in Cambrai war; außerdem wird sichtbar, dass er in Orléans den akademischen Grad eines licentiatus erworben hatte.
Wann Johannes Tinctoris Neapel endgültig verlassen hat, ist unklar. Er besaß zuletzt den Rang eines archicapellanus. Die Krönung von Rodrigo Borgia zum Papst Alexander VI. am 26. August 1492 hatte Tinctoris zur Komposition der Motette „Gaude Roma vetus“ veranlasst; dieses Werk ist jedoch nicht überliefert. Im Hinblick auf die Umstände der Entstehung der Motette ist ein Aufenthalt Tinctoris’ in Rom zu dieser Zeit möglich, aber unsicher. 1493 besuchte er vermutlich seine frühere Schülerin Beatrix von Aragón, verwitwete Königin von Ungarn. Ein Brief von Tinctoris an Juan Marco Cinico da Parma belegt nur, dass er sich 1495/96 in Neapel aufgehalten hat. Belegt ist auch ein Aufenthalt in Rom im Jahr 1502. Seine Pfründe in Nivelles ging am 12. Oktober 1511 an einen anderen Kleriker, einen gewissen Peter de Concinck, woraus sich ergibt, dass Tinctoris kurz zuvor verstorben war. Sein Sterbeort ist jedoch nicht bekannt.

## Bedeutung
Die herausragende musikhistorische Bedeutung von Johannes Tinctoris beruht darauf, dass er in seinen Schriften die erste und eingehende Darlegung der theoretischen Grundlagen der franko-flämischen Polyphonie des 15. Jahrhunderts bietet. Sein Werk Terminorum musicae diffinitorium (Treviso um 1473) kann als das früheste musikalische Lexikon gelten, weil in ihm die Definitionen gebräuchlicher musikalischer Begriffe alphabetisch geordnet sind. Sein Gesamtwerk behandelt alle entscheidenden Aspekte praxisorientierter Musiklehre jener Ära systematisch: Solmisation, Mensurallehre, also die Noten- und Pausenwerte, Imperfektion, Alteration, Punkte und Proportionen, bis zu den Grundlagen der Kirchentonarten (Modi) und des Kontrapunkts. Dabei hat er auch die Fragen nach Ursprung und Wirkungen der Musik nicht vernachlässigt, welche im Humanismus erneut diskutiert wurden. Es ist offen, ob seine Schrift De inventione et usu musice (um 1481 verfasst, aber verlorengegangen) auch Aspekte der „musica speculativa“ behandelt hat.
Für sein historisch-theoretisches Denken war seine franko-flämische, oder genauer: seine franko-burgundische Identität ausschlaggebend. Er nennt in der Vorrede zu seinem Proportionale die Musik seiner Zeit eine „ars nova“ mit ihrem Ursprung bei John Dunstable und bis in seine Gegenwart nur bei Guillaume Dufay, Gilles Binchois, Johannes Ockeghem, Antoine Busnoys, Johannes Regis und Firminus Caron verwirklicht, während er die „Anglici“ kritisiert, dass sie bei ein und demselben Satzverfahren stehen geblieben seien. In seiner Überzeugung vom Anbruch einer neuen Kunst geht er sogar so weit, dass er behauptet, nur die Kompositionen aus den letzten 40 Jahren seien überhaupt hörenswert. Dieser Zeitraum könnte auch symbolisch gemeint sein; sicher ist, dass er in den meisten seiner Schriften von der Mehrstimmigkeit seit Dufays Zeit ausgeht. Hinter seinem Lob für die fortschrittlichen Komponisten steckt aber auch Tadel im Hinblick auf die musikalischen Praktiken seiner Zeit, insbesondere dann, wenn er ihnen einen Mangel an mathematischen und sogar lateinischen Kenntnissen vorwirft. So beinhaltet sein theoretisches Werk nicht nur eine Huldigung, sondern mit der detaillierten Kritik auch eine pädagogische Absicht zur Korrektur der zeitgenössischen Musikpraxis.
Obwohl das theoretische Werk von Tinctoris nicht von Anfang an im Druck verbreitet wurde, fand seine Lehre im 16. Jahrhundert erhebliche Beachtung und sein Name verschwand nicht so schnell aus dem historischen Gedächtnis. Bei Franchinus Gaffurius, mit dem er in Neapel persönlichen Kontakt hatte, wird er „auctoritas“ genannt, und bis in die 1530er Jahre wurde er in den Schriften von Pietro Aron und Giovanni Del Lago (um 1490–1544) zitiert. Auch im deutschsprachigen Raum ist er durch die gedruckten Traktate von Gaffurius als Autorität im Bewusstsein geblieben, so bei Nicolaus Wollick, Andreas Ornitoparchus, Sebald Heyden, Adrianus Petit Coclico und nicht zuletzt bei Hermann Finck, der ihn zu den „novi inventores“ zählt (Practica musica, Wittenberg 1556).
Gegenüber dem theoretischen Werk erscheint das kompositorische Schaffen von Tinctoris vergleichsweise spärlich, wobei nicht klar ist, ob dies auf die Lücken in der Überlieferung zurückgeht. Seine Messen, insbesondere „L’homme armé“, stehen in der Tradition von Ockeghem, Busnoys und Regis und verwenden unter anderem auch die Motto-Technik am Anfang und Ende der jeweiligen Messteile. Ein breites Spektrum kompositorischer Lösungen ist vor allem in seinen Motetten und Chansons zu sehen.

## Werke
(Gesamtausgabe der Vokalmusik: Johanni Tinctoris opera omnia, herausgegeben von G. Melin, ohne Ortsangabe, 1976)
- Geistliche Werke
  - Missa Helas (vor 1482, verschollen)
  - Missa L’homme armé zu vier Stimmen
  - Missa Nos amis (vor 1475, verschollen, wohl nicht identisch mit der von Reinhard Strohm 1979 identifizierten Messe)
  - Missa sine nomine (I) zu drei Stimmen
  - Missa sine nomine (II) zu drei Stimmen
  - Missa sine nomine zu vier Stimmen
  - Missa Trium Vocum
  - Alleluia zu zwei Stimmen
  - Credo zu vier Stimmen (= identisch mit dem Credo der Josquin Desprez zugeschriebenen Missa L’ami Baudichon)
  - Fecit potentiam zu zwei Stimmen
  - Lamentationes Jeremie zu vier Stimmen (vor 1506)
  - O virgo miserere mei zu drei Stimmen (Sommer 1476 für Beatrix von Aragón)
  - Pater rerum (vor 1482, verschollen)
  - Virgo Dei throno digna zu drei Stimmen (Sommer 1476 für Beatrix von Aragón)
- Weltliche Werke
  - Comme femme zu zwei Stimmen (über den Tenor einer Chanson von Gilles Binchois)
  - De tous biens playne zu zwei Stimmen (über den Tenor einer Chanson von Hayne van Ghizeghem)
  - Difficiles alios delectat pangere cantus zu drei Stimmen
  - D’ung aultre amer zu drei Stimmen (über den Tenor einer Chanson von Johannes Ockeghem)
  - Gaude Roma vetus (1492), verschollen, Text erhalten
  - Helas le bon temps zu drei Stimmen (vor 1501)
  - Le souvenir zu drei Stimmen (über den Tenor einer Chanson von Robert Morton)
  - Le souvenir zu vier Stimmen (über den Diskant einer Chanson von Robert Morton)
  - O invida Fortuna zu drei Stimmen
  - Tout a par moy zu zwei Stimmen (über den Tenor einer Chanson von Walter Frye oder Gilles Binchois)
  - Vostre regart zu drei Stimmen
- Musiktheoretische Schriften (Gesamtausgabe: Johannis Tinctoris Opera theoretica. herausgegeben von A. Seay, 2 Bände, ohne Ortsangabe, 1975 und 1978)
  - Speculum musices, vor 1472 (?), verschollen
  - Complexus effectuum musices, um 1472–1475, vor 1481 nachbearbeitet, Beatrix von Aragón gewidmet
  - Expositio manus, um 1472/73
  - Liber imperfectionum notarum musicalium, um 1472–1475
  - Proportionale musices, um 1472–1475
  - Articuli et ordinatione dell’ordine del Toson d’oro, um 1474–1477
  - Tractatus de regulari valore notarum, um 1474/75
  - Scriptum […] super punctis musicalibus, um 1475
  - Tractatus alterationum, um 1475
  - Tractatus de notis et pausis, um 1475
  - Liber de natura et proprietate tonorum, datiert: 6. November 1476
  - Liber de arte contrapuncti, datiert: 11. Oktober 1477
  - De inventione et usu musicae, um 1481 (gedruckt nach 1487), nur Auszüge erhalten; Widmungsbrief an Johannes de Stokem; Neudruck des 4. Kapitels von Karl Weinmann, Regensburg 1909.
  - Terminorum musicae diffinitorium, 1472 geschrieben, gedruckt Treviso 1495
  - Brief an Juan Marco Cinico da Parma, um 1495/96